# مجموعة كليات العلوم والتقنيات

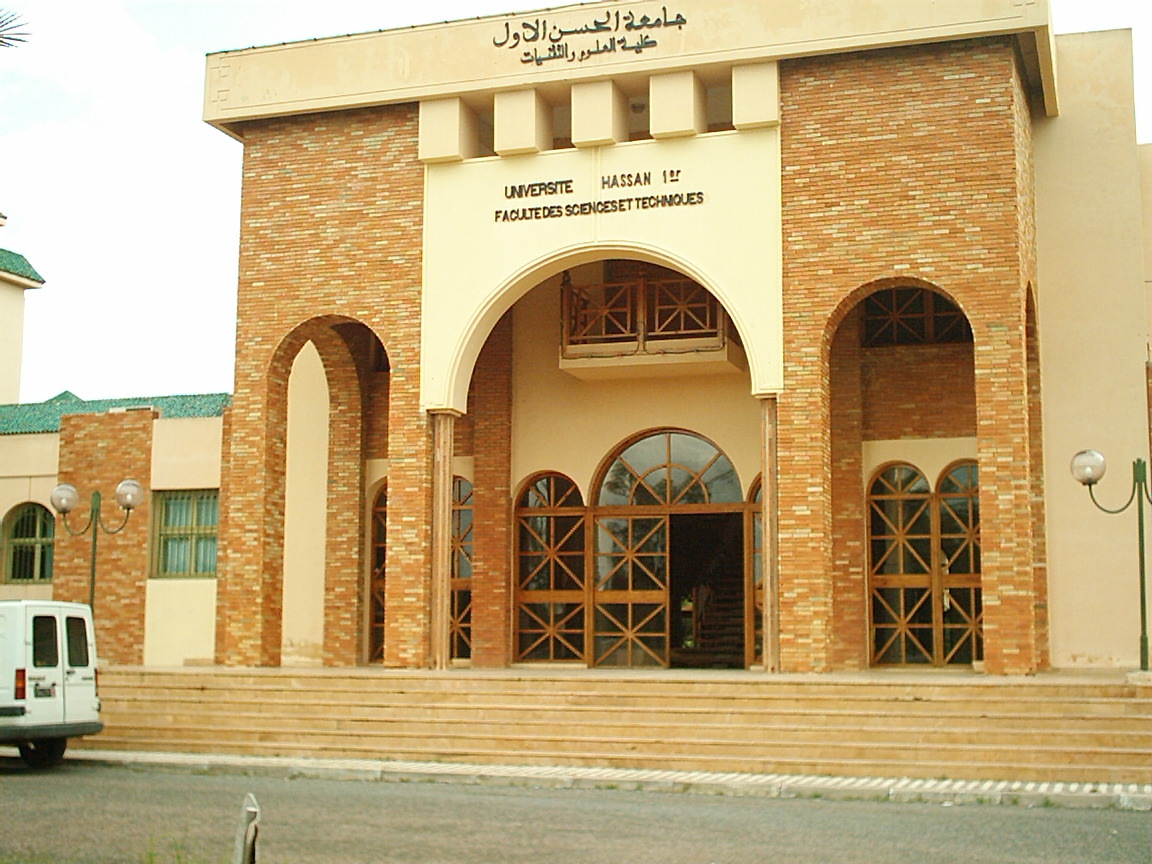
مدخل كلية العلوم والتقنيات بمدينة سطات

كليات العلوم والتقنيات هي مؤسسات تعليمية مغربية عليا ذات طابع علمي وتقني.

## الكليات
تتكون الشبكة من ثمان كليات تتوزع على مدن المغرب:
- كلية العلوم والتقنيات بفاس
- كلية العلوم والتقنيات ببني ملال
- كلية العلوم والتقنيات بالراشيدية
- كلية العلوم والتقنيات بمراكش
- كلية العلوم والتقنيات بالمحمدية
- كلية العلوم والتقنيات بسطات
- كلية العلوم والتقنيات بطنجة
- كلية العلوم والتقنيات بالحسيمة

## نظام التدريس
يتم تدريس طلبة كلية العلوم والتقنيات في إطار نظام تعليمي بداغوجي قائم على ما يعرف ب إجازة-ماستر-دكتوراه (اختصار LMD بالفرنسية: Licence-Master-Doctorat) حيث يمنح الشهادات التالية:
- الإجازة في العلوم والتقنيات (اختصارا ب LST بالفرنسية: Licence sciences et Techniques)
- ماستر في العلوم والتقنيات (اختصارا ب MST بالفرنسية: Master Sciences et Techniques)
- دكتوراه في العلوم والتقنيات (بالفرنسية: Doctorat Sciences et Techniques)

بالتوازي مع هذه الشهادات، تقدم كليات العلوم والتقنيات:
- دبلوم جامعي للتكنولوجيا (اختصارا DUT بالفرنسية: Diplôme Universitaire de Technologie)
- دبلوم مهندس دولة (بالفرنسية: Diplôme d’Ingénieur d’Etat).